# 読売テレビ制作土曜夕方枠のアニメ
- 全日帯のテレビアニメ放送枠の一覧 > 読売テレビ制作土曜夕方枠のアニメ
- 日本テレビ系アニメ > 読売テレビ制作土曜夕方枠のアニメ

読売テレビ制作土曜夕方枠のアニメ（よみうりテレビせいさくどようゆうがたわくのアニメ）では、読売テレビ制作で、日本テレビ系列（テレビ大分を除く）で毎週土曜日17:30 - 18:30（JST）に放送されているテレビアニメの作品一覧について取り上げる。

## 概要

### 17:30枠
この枠の前身は日曜7時台前半枠であったが、2013年4月改編で現在の時間帯に移動した。
日本テレビの土曜17時台に箱アニメが放送されるのは開局以来初めてで、さらに日本テレビの土曜17時台後半枠が読売テレビ制作枠になるのも初となる。『名探偵コナン』以外の土曜日の午後放送は、1984年に19時台前半枠に放送された『ルパン三世 PARTIII』以来29年ぶり。
直後の土曜18時台前半枠には、2009年4月4日より月曜夜7時台から移動した『名探偵コナン』が継続中であり、2009年以来4年ぶりに読売テレビ制作のアニメ枠が2本連続で放送されることになった。
日曜7時台前半枠時代は他の系列局と同じく、同時ネットとなっていたテレビ大分では、移動後の時間帯がクロスネットを組んでいるフジテレビ系列の全国ネットニュース番組枠のため、従来通りの日曜7時台前半枠に1日遅れネットを実施している。
基本的に系列外局では放送されていないものの、宮崎県では『僕のヒーローアカデミア』（第6期）を宮崎放送（TBS系列）が本放送終了後に放送している。
2014年度上半期以降の作品は2クール（半年）で放送を終了しており、好評を博した作品は間隔を開けて同枠にて続編を放送する形を取っていたが、2025年10月期・2026年1月期は1クール作品が放送される予定となっている。
主題歌は日曜朝7時台前半枠の『べるぜバブ』の流れで、ソニー・ミュージックエンタテインメント(以下、SME)（※製造元・販売元・販売委託等を含む。）等の所属のアーティストが主に担当している他、ジャニーズ事務所→SMILE-UP.→STARTO ENTERTAINMENT等の所属タレント・アーティストが担当することもあり、その場合にも、ソニー・ミュージックが販売委託に関わっているストームレーベルズやイーラブ・レーベル等に所属するアーティストとなっている。また、『僕のヒーローアカデミア』の第6期後期オープニングは、2021年よりソニー・ミュージックが販売委託を担当するトイズファクトリー所属のアーティスト（Eve）を初めて起用した。
提供読みについては、前身枠の流れで大半の作品では主人公が行っており、提供読みの後に決め台詞が入るのが恒例になっている。例外として、『僕のヒーローアカデミア』（第3期から第5期までと第6期の最終回とMemories以降）と『青のミブロ』（第1期）の最終回では提供読みが廃止されていた他、『ハクション大魔王2020』では読売テレビのアナウンサーが提供読みを行っている。また、『逆転裁判〜その「真実」、異議あり！〜 Season2』では第17話から第22話の後提供に限り主人公以外のキャラクターが週替わりで提供読みを担当、『MIX』では投馬（声 - 梶裕貴）・走一郎（声 - 内田雄馬）・音美（声 - 内田真礼）のいずれかが週替わりで提供読みを担当している。
基本的に従来型のテレビ局（読売テレビ）とプロダクションによる制作形態の番組が多いが、『僕のヒーローアカデミア』各期と『ラブオールプレー』、『MIX』第2期、『青のミブロ』、『真・侍伝 YAIBA』は製作委員会方式となっている。また『青のミブロ』を除き制作に広告代理店がクレジットされていない。

### 18:00枠
創設以来、一貫して『名探偵コナン』を放送している。
- この枠の前身は月曜19時台前半枠であったが、2009年4月改編で平日19時台に1時間日替わりバラエティ番組『サプライズ[注釈 9]』が編成されるため、本枠へ移動した。読売テレビではこの放送枠を「土6（ドロク）」枠と称している[注釈 10]。
- 日本テレビで土曜18時台に読売テレビ制作の全国ネットのレギュラー番組が放送されるのは、1973年に放送の『永大勝ち抜きのど自慢』以来36年ぶり。また、日本テレビで土曜18時台にアニメが放送されるのは、土曜18時台後半枠で放送されていた『フランダースの犬 ぼくのパトラッシュ』が1993年3月27日に終了して以来、16年ぶりである。
  - ただしこれより前の1980年4月5日から同年9月27日まで、読売テレビ側ではこの枠に自社制作のアニメ『ムーの白鯨』を[注釈 11]、1988年4月から1989年7月まで、読売テレビ側ではこの枠に自社制作のアニメ『シティーハンター2』を放送したことがあった[注釈 12]。
- 月曜19時台枠時代に同時ネットしていたテレビ大分は移動後の時間帯がクロスネットを組んでいるフジテレビ系列の音楽番組（『ミュージックフェア』）枠の放送を優先するため、2009年4月から2011年3月までは日曜9時台後半に1日遅れで、2011年4月からは土曜18時台後半に30分遅れで放送している。

## 作品リスト

### 17:30枠（前半枠）
| 作品名                                                   | 放送期間                      | 話数                       | 原作                  | 制作会社                        | 備考 |
| -------------------------------------------------------- | ----------------------------- | -------------------------- | --------------------- | ------------------------------- | --- |
| 宇宙兄弟 （2nd year）                                    | 2013年4月6日 - 2014年3月22日  | 後半48話 （全99話）        | 小山宙哉              | A-1 Pictures                    | 1st year（第1話から第51話まで）は2012年4月1日から2013年3月31日まで日曜7時台前半枠にて放送された。 |
| 金田一少年の事件簿R （第1期）                            | 2014年4月5日 - 9月27日        | 全25話                     | 天樹征丸 さとうふみや | 東映アニメーション              | 1997年4月から2000年9月まで月曜19時台前半枠にて放送されていた「金田一少年の事件簿」の続編として製作された。土曜18時台前半枠に放送の『名探偵コナン』と共に「黄金のミステリーアワー」枠として編入された。 7月 - 9月には番組の最後にドラマ版『金田一少年の事件簿N（neo）』の番宣が挿入された。 |
| まじっく快斗1412                                         | 2014年10月4日 - 2015年3月28日 | 全24話                     | 青山剛昌              | A-1 Pictures                    | 土曜18時台前半枠に放送の『名探偵コナン』と同様に青山剛昌原作作品が2本連続での放送となった。 |
| 電波教師                                                 | 2015年4月4日 - 9月26日        | 全24話                     | 東毅                  | A-1 Pictures                    | 同じ週刊少年サンデーで連載中のNHK Eテレで放送のアニメ『境界のRINNE』第1シリーズの裏番組となった。 |
| 金田一少年の事件簿R （第2期）                            | 2015年10月3日 - 2016年3月26日 | 全22話 （通算47話） +SP1話 | 天樹征丸 さとうふみや | 東映アニメーション              | |
| 逆転裁判 〜その「真実」、異議あり!〜 （Season 1）        | 2016年4月2日 - 9月24日        | 全24話                     | カプコン              | A-1 Pictures                    | 読売テレビ製作の全国ネット放送では、『ストリートファイターII V』以来およそ21年ぶりのゲーム原作アニメ（原作の発売元がカプコンという点も共通）。 |
| タイムボカン24 （第1期）                                 | 2016年10月1日 - 2017年3月18日 | 全24話                     | タツノコプロ          | タツノコプロ                    | 月曜19時台前半枠→月曜19時台後半枠→日曜7時枠で放送された『ヤッターマン (リメイク版)』以来であり、本枠では初となる『タイムボカンシリーズ』作品。 |
| 僕のヒーローアカデミア （第2期）                         | 2017年3月25日 - 9月30日       | 全25話 （通算38話）        | 堀越耕平              | ボンズ                          | 第1期は毎日放送製作・TBS系列の日曜17時台前半枠にて放送された。全国ネット放送のテレビアニメシリーズとしては珍しい、在阪局同士での放送局移動となる。 全国ネット放送ではあるが、製作局のクレジット表示はない。                                                                                |
| タイムボカン 逆襲の三悪人 （第2期）                      | 2017年10月7日 - 2018年3月24日 | 全24話 （通算48話）        | タツノコプロ          | タツノコプロ                    | 『タイムボカン24』の続編として製作された。 |
| 僕のヒーローアカデミア （第3期）                         | 2018年4月7日 - 9月29日        | 全25話 （通算63話）        | 堀越耕平              | ボンズ                          | |
| 逆転裁判 〜その「真実」、異議あり!〜 （Season 2）        | 2018年10月6日 - 2019年3月30日 | 全23話 （通算47話）        | カプコン              | CloverWorks                     | アニメーション制作がA-1Picturesより会社分割したCloverWorksに変更。 |
| MIX （1ST SEASON）                                       | 2019年4月6日 - 9月28日        | 全24話                     | あだち充              | OLM                             | 月曜19時台後半枠で放送された『YAWARA!』を含めて、読売テレビ製作の新作アニメとしては、平成に開始した最後の作品となった。 |
| 僕のヒーローアカデミア （第4期）                         | 2019年10月12日 - 2020年4月4日 | 全25話 （通算88話）        | 堀越耕平              | ボンズ                          | 令和への改元後、初の読売テレビ製作の新作アニメとなる。 |
| ハクション大魔王2020                                     | 2020年4月11日 - 9月26日       | 全20話                     | タツノコプロ          | タツノコプロ 日本アニメーション | 第1作は1969年10月から1970年9月までフジテレビ系列にて放送。 新型コロナウイルス感染症（COVID-19）流行の影響により、2020年5月30日から6月13日までは第1話から第3話が再放送された。 |
| 半妖の夜叉姫 （壱の章）                                  | 2020年10月3日 - 2021年3月20日 | 全24話                     | 高橋留美子            | サンライズ                      | 同じく読売テレビ制作・日本テレビ系列で放送された『犬夜叉』の続編として製作された。 |
| 僕のヒーローアカデミア （第5期）                         | 2021年3月27日 - 9月25日       | 全25話 （通算113話）       | 堀越耕平              | ボンズ                          | - |
| 半妖の夜叉姫 （弐の章）                                  | 2021年10月2日 - 2022年3月26日 | 全24話 （通算48話）        | 高橋留美子            | サンライズ                      | - |
| ラブオールプレー                                         | 2022年4月2日 - 9月24日        | 全24話                     | 小瀬木麻美            | 日本アニメーション OLM          | 本枠においては初となる小説原作アニメ。 |
| 僕のヒーローアカデミア （第6期）                         | 2022年10月1日 - 2023年3月25日 | 全25話 （通算138話）       | 堀越耕平              | ボンズ                          | - |
| MIX MEISEI STORY 2ND SEASON 〜二度目の夏、空の向こうへ〜 | 2023年4月1日 - 9月23日        | 全24話 （通算48話）        | あだち充              | OLM                             | - |
| め組の大吾 救国のオレンジ                                | 2023年9月30日 - 2024年3月23日 | 全23話                     | 曽田正人、冨山玖呂    | ブレインズ・ベース              | - |
| 僕のヒーローアカデミア Memories                          | 2024年4月6日 - 4月27日        | 全4話                      | 堀越耕平              | ボンズ                          | 以前のシリーズの総集編に新規カットを加えたもの。 |
| 僕のヒーローアカデミア （第7期）                         | 2024年5月4日 - 10月12日       | 全21話 （通算159話）       | 堀越耕平              | ボンズ                          | - |
| 青のミブロ （第一期）                                    | 2024年10月19日 -2025年3月29日 | 全24話                     | 安田剛士              | MAHO FILM                       | - |
| 真・侍伝YAIBA                                            | 2025年4月5日 -                | -                          | 青山剛昌              | WIT STUDIO                      | 第1作『剣勇伝説YAIBA』は1993年4月から1994年4月までテレビ東京系列にて放送。 『まじっく快斗1412』と同様、土曜18時台前半枠に放送の『名探偵コナン』と並んで青山剛昌原作作品が2本連続かつ、双方の主人公の声優が同一人物で連続する放送となる。                                                   |
| 僕のヒーローアカデミア （FINAL SEASON）                  | 2025年10月4日 -               | -                          | 堀越耕平              | ボンズフィルム                  | - |
| 青のミブロ-芹沢暗殺編- （第二期）                        | 2025年12月20日 -              | -                          | 安田剛士              | MAHO FILM                       | - |
| 本好きの下剋上 領主の養女                                | 2026年春 -                    | -                          | 香月美夜              | WIT STUDIO                      | シリーズ第4期。第3期まではTOKYO MXほかにて深夜帯放送。 TOKYO MXでも放送。 |

### 18:00枠（後半枠）
| 作品名       | 放送期間       | 話数 | 原作     | 制作会社                   | 備考                                                          |
| ------------ | -------------- | ---- | -------- | -------------------------- | ------------------------------------------------------------- |
| 名探偵コナン | 2009年4月4日 - |      | 青山剛昌 | トムス・エンタテインメント | 2009年より「アニメ☆7」前半枠（月曜19:00 - 19:30枠）から移動。 |

## 放送時間変更・休止について
- 2013年に開始した、毎年7月[注釈 18]に放送される大型音楽特別番組『THE MUSIC DAY』の際は両枠ともに休止となる。
- 毎年8月下旬に放送される大型特別番組『24時間テレビ 「愛は地球を救う」』[注釈 19]の際は、18時台後半の『満天☆青空レストラン』が30分繰り上がるため、17:30枠または18:00枠のどちらかを放送[注釈 20]する。
- このほか、年末年始・改編期特別体制、オリンピック中継などの一部のスポーツ中継などで、18:00枠が30分繰り上げ放送され17:30枠が休止、又は両枠とも休止することがある。ただし、『news every. サタデー』が30分繰り上がる場合、もしくは同番組が『NNNニュース』として代替放送される場合、両枠とも30分ずつ繰り上げた上で通常通り放送される。